# Temperamatite

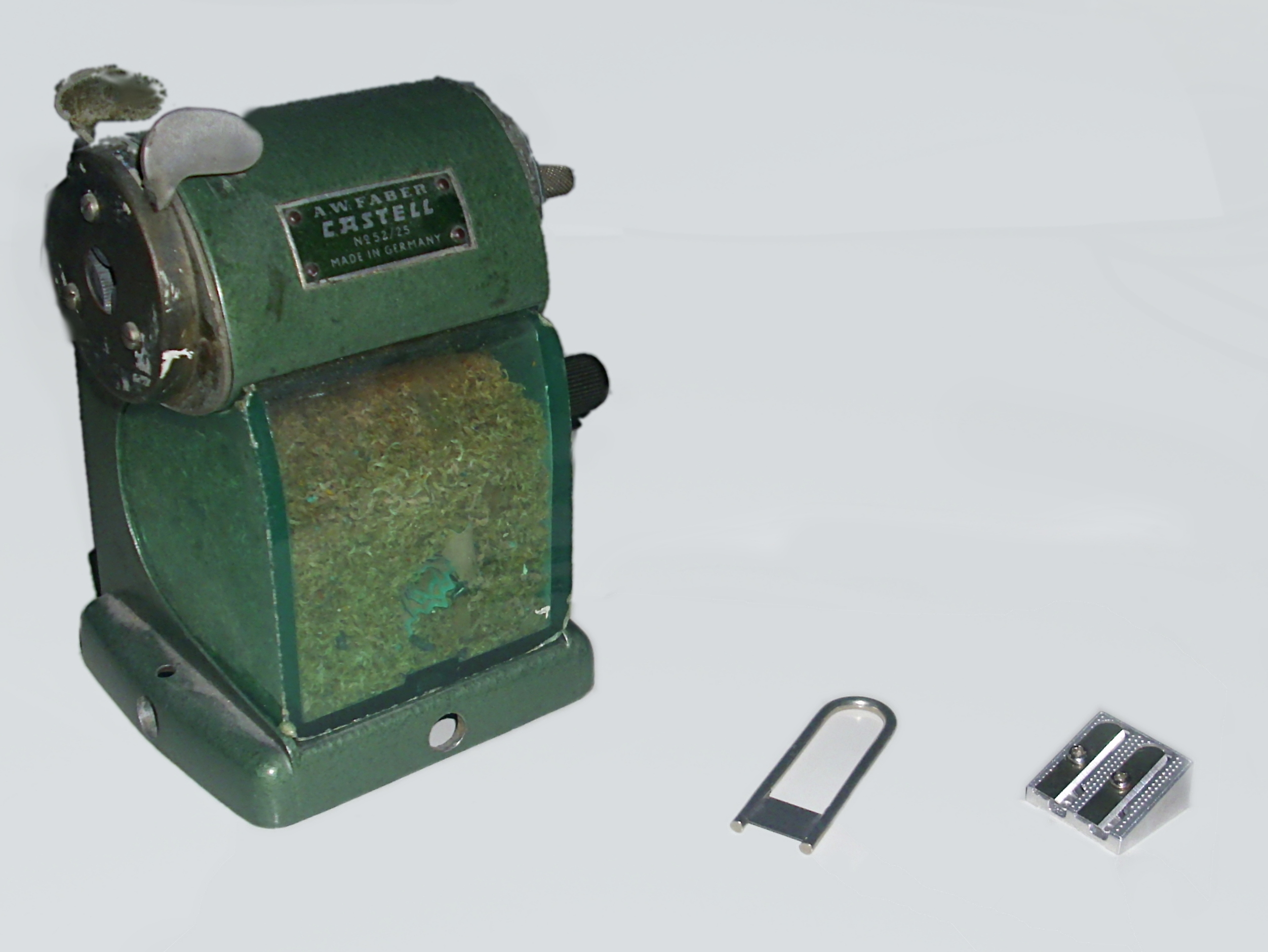
Vari tipi di temperamatite

Il temperamatite, anche detto temperalapis o temperino (appuntino o appuntalapis in Toscana, fapunte nel Triveneto, appuntamatite o aguzzamatite in Abruzzo) è un oggetto di cancelleria molto comune, realizzato in acciaio, ferro, plastica o altri materiali. La sua funzione è appuntire le matite, affinché queste possano scrivere. Il temperino è un oggetto di cancelleria, e insieme alle matite, alla gomma e agli altri oggetti di uso comune per la scrittura, viene usualmente conservato in un astuccio.

## Storia
Prima dello sviluppo di temperamatite dedicati, una matita veniva affilata tagliandola con un piccolo coltello detto temperino, da cui deriva uno dei nomi comuni dell'oggetto moderno.
Lo sviluppo dei temperamatite iniziò in Francia quando un libro francese del 1822 riportava in dettaglio un'invenzione del sig. CA Boucher (Parigi) per la costruzione di un temperamatite. Stava lavorando con i pantografi e, apparentemente, aveva bisogno di un dispositivo per affilare con precisione le matite.  Il dispositivo del sig. Boucher era tecnicamente sensato e funzionale. La sua idea era anche conosciuta e riconosciuta a livello internazionale, come dimostrano i corrispondenti rapporti nella letteratura tedesca in quel momento.  Ma il signor Boucher non aveva fatto domanda di brevetto per il suo temperamatite.
Il matematico francese Bernard Lassimonne (Limoges) applicò il primo brevetto al mondo (brevetto francese n. 2444) su un temperamatite nel 1828.  Temperamatite che utilizzavano il suo brevetto furono effettivamente prodotti e venduti da Binant in un negozio di accessori per la pittura a Parigi.  Nel 1833 in Inghilterra, Cooper & Eckstein brevettarono il cosiddetto Styloxynon, un semplice congegno costituito da due lime affilate incastonate ad angolo retto in un piccolo blocco di palissandro. Questo è il più antico temperamatite che ha ancora esempi.
Negli anni '30 e '40 dell'Ottocento, alcuni francesi, tutti con sede a Parigi, erano impegnati nella costruzione di semplici strumenti per temperare le matite, come François Joseph Lahausse.  Questi dispositivi sono stati venduti, ma senza un bacino di vendita sovraregionale. Nel 1847 il nobile francese Thierry des Estivaux inventò un semplice temperamatite a mano nella sua riconoscibile forma moderna.  Il primo temperamatite americano fu brevettato da Walter Kittredge Foster di Bangor, Maine nel 1855. Foster ha fondato un'azienda - la prima azienda di temperamatite al mondo - e ha prodotto una grande quantità di questi piccoli temperamatite a mano. Solo pochi anni dopo i temperamatite furono venduti anche in Europa come "temperamatite americano".
Alla fine del XIX secolo, soprattutto negli Stati Uniti, erano stati sviluppati e immessi sul mercato temperamatite con vari meccanismi. Questi dispositivi erano spesso pesanti e destinati all'uso negli uffici. Esempi sono il Perfect Pencil Pointer (Goodell. Co.), il GEM Pencil Sharpener (di Gould & Cook Co.), il Planetary Pencil Sharpener (AB Dick Co.), tutti dagli Stati Uniti o il Jupiter (Guhl & Harbeck Co.) dalla Germania.  All'inizio del XX secolo fu fondata la società Automatic Pencil Sharpener Co. (APSCO) e dopo il 1907 produsse l'Automatic Pencil Sharpener statunitense,  che dominava in quegli anni. Successivamente hanno venduto macchine con meccanismi di fresatura, come i modelli Climax, Dexter, Wizard e Junior.  APSCO è diventata nei decenni successivi il più grande produttore di macchine per temperamatite al mondo e, insieme ad alcune altre aziende statunitensi, ha dominato il mercato.
I temperamatite elettrici per gli uffici sono stati realizzati intorno al 1917.
Nel maggio 2011, i funzionari del turismo a Logan, Ohio, hanno messo in mostra, nel loro centro di accoglienza regionale, centinaia di temperamatite che erano stati raccolti dal reverendo Paul Johnson, un ministro dell'Ohio morto nel 2010. Johnson, un veterano della seconda guerra mondiale, aveva tenuto la sua collezione di oltre 3.400 affilatrici in un piccolo capannone, fuori dalla sua casa a Carbon Hill, nel sud-est dell'Ohio. Aveva iniziato a collezionare dopo che sua moglie gli aveva regalato alcuni temperamatite alla fine degli anni '80 e li aveva organizzati in categorie, tra cui gatti, Natale e Disneyland.

## La struttura e il funzionamento di un temperino

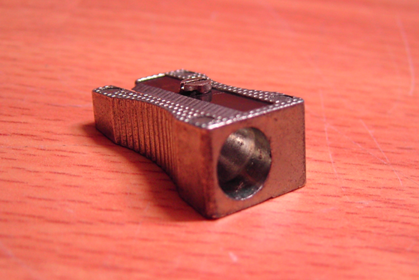
Un comune temperamatite

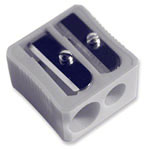
Temperamatite a due fori

Un temperino consiste in un piccolo blocco metallico o di materiale plastico, all'interno del quale è praticato un foro di forma conica; su una faccia del blocco, lungo il foro conico, è applicata con una vite una lama affilata. Infilando la matita nel foro, che è fatto su misura, e facendola girare solitamente in senso orario, si fa in modo che la lama del temperino venga in contatto con il legno esterno della matita e ne elimini lo strato superiore, facendo assumere all'attrezzo da disegno la stessa forma del foro conico del temperamatite; in questo modo la grafite, contenuta all'interno della matita, è esposta ed appuntita in modo da permettere la scrittura. Il temperino può avere lati leggermente curvati per favorirne un'impugnatura più comoda.

## Vari tipi di temperini

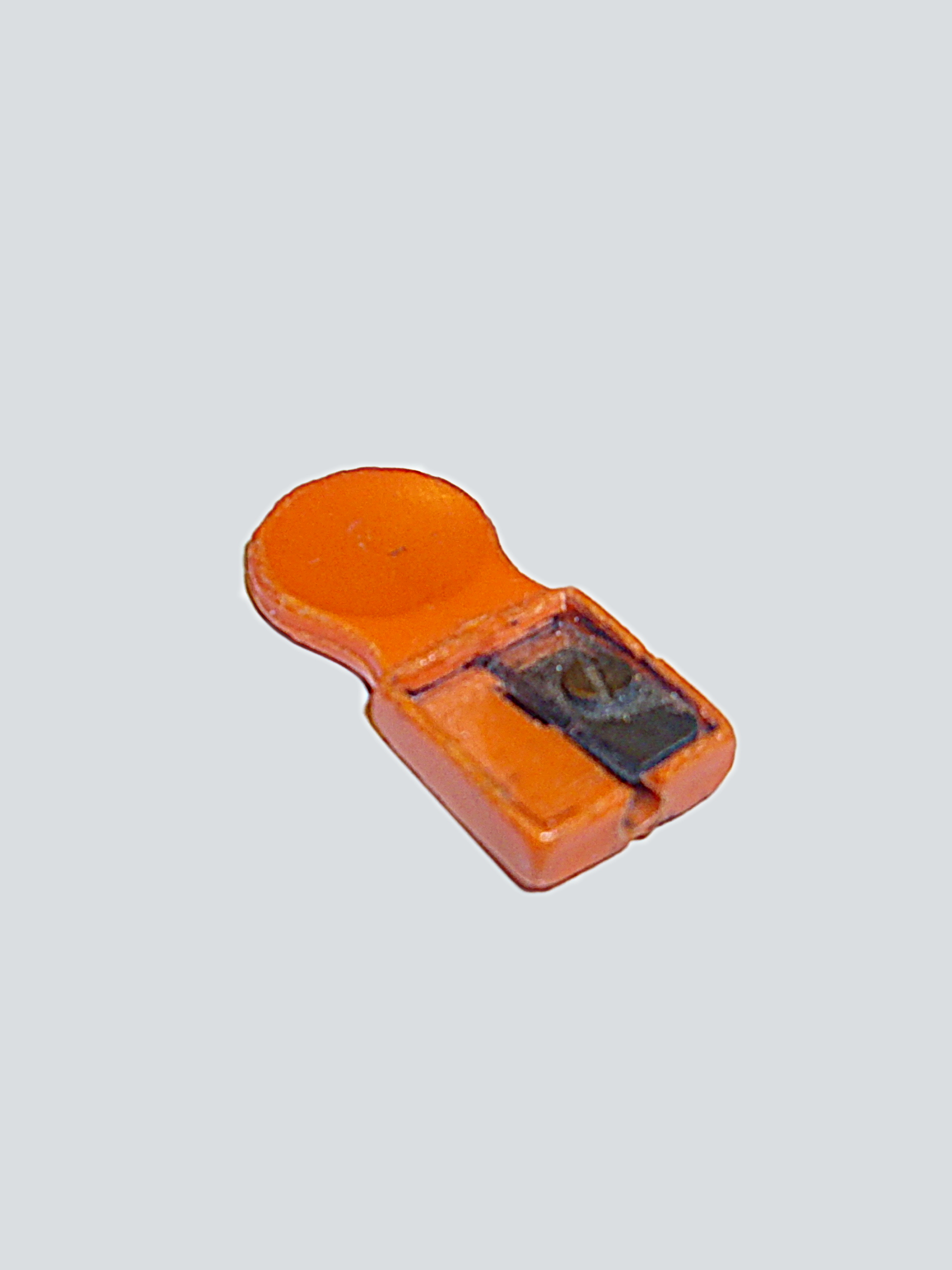
Temperamine

Esistono vari tipi di temperini. Tra quelli manuali, ricordiamo:
- quelli con un foro
- quello a doppio foro, che permettono di temperare matite di due dimensioni diverse
- quelli per matite speciali, dotati di lame capaci di tagliare legni più duri o più morbidi del normale
- quelli con serbatoio che permettono di raccogliere i trucioli di legno

Nei temperini meccanici o elettrici, dopo aver infilato la matita nell'apposito foro, basta azionare il temperamatite perché questo faccia la punta alla matita tramite la rotazione di una o più lame interne. Questo si ottiene ruotando una manovella nei temperamatite meccanici o avviando il motore in quelli elettrici, in genere inserendo la matita. C'è il temperamatite comune dove infili la matita e la giri per farla più appuntita.
Esistono temperini con foro di 2 mm per appuntire le mine dei portamine. Il temperino a volte è incorporato nel pulsante amovibile del portamine stesso.